# Handymax
Een Handymax, ook bekend als Supramax, is een scheepstype van bulkcarriers, net boven de klasse van de Handysize-schepen.

## Handymax-classificering
De klassering van deze schepen is niet altijd eenduidig. Meermaals wordt de Handymax als onderdeel van het hoogste segment van de Handysize-klassering gezien. Het betreft een klasse van bulkcarriers met een lengte tussen 150 tot 200 meter. Maar door beperkingen in haventerminals, zoals in Japan, wordt de lengte tot 190 meter beperkt.
Deze middenklasse van zeegaande vrachtschepen bestrijkt 50% van de bulkcarriermarkt maar verliest snel aan belangstelling. De topjaren voor exploitatie van dit type bulkcarrier waren 1978 en 1984. Daarna ging de populariteit snel naar beneden. De groei van de bouw van dit type schepen viel rond 2006 terug tot zowat 0%.
De strijd om transport van granen en kool-producten wordt steeds meer beslecht in het voordeel van de grotere bulkcarriers als Panamax en Capesize-schepen alsook de kleinere reeksen van de Handysize-klasse zoals de Handysize (<40.000 DWT).
Een belangrijke populariteitsreden is dat deze schepen tot vijf keer hun eigen gewicht in lading kunnen dragen en zeer flexibel zijn in de diverse bulkgoederen. Komt daarbij dat, door hun beperkte lengte en diepgang, vele kleinere havens in staat zijn de nodige faciliteiten ter beschikking te stellen. Deze schepen zijn dikwijls uitgerust met vier hijskranen om, onafhankelijk van de kade-infrastructuur, vracht te laden en te lossen. De lading wordt verdeeld over vijf compartimenten waardoor de mogelijkheid bestaat verschillende soorten en type goederen tegelijkertijd te transporteren.
Schepen van de Handymax-klasse zijn niet uniek als bulkcarrier gebouwd. Ook tanker-uitvoeringen varen de wereld rond.

## Gebruikelijke maten en gewichten
- Lengte 160 - 200 meter
- Breedte 30 - 40 meter
- Diepgang 10 - 12 meter
- Deadweight 40.000 - 50.000 ton
- Ladingdragend vermogen circa 60.500 ton
- Snelheid 13 - 15 knopen

Uit onderstaande classificatietabel blijkt de positie van de Supramax net boven de Handymax-carriers.
| Scheepsclassificatie | Draagvermogen in ton | % Wereldvloot | % Bulk-scheepvaart |
| -------------------- | -------------------- | ------------- | ------------------ |
| Capesize             | 100.000+             | 10%           | 62%                |
| Panamax              | 60.000-80.000        | 19%           | 20%                |
| Supramax             | 45.000-59.000        | 37%           | 18%                |
| Handysize            | 15.000-35.000        | 34%           | 18%                |

Aframax · Baltimax · Chinamax · Dunkirkmax · Handymax · Japanamax · Kamsarmax · Medimax · Newcastlemax · Panamax · Saimax · Seawaymax · Setouchmax · Suezmax · Valemax